# Joshua Clayton

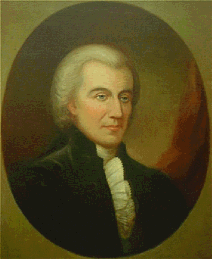
Joshua Clayton

Joshua Clayton, född 20 juli 1744 i Maryland, död 11 augusti 1798 i Philadelphia, Pennsylvania, var en amerikansk politiker (federalist). Han var Delawares president 1789-1793 och därefter guvernör 1793-1796. Han representerade Delaware i USA:s senat från 19 januari 1798 fram till sin död. Han var far till Thomas Clayton.
Clayton studerade vid College of Philadelphia (numera University of Pennsylvania). Han inledde sedan sin karriär som läkare i Delaware. Han blev god vän med Richard Bassett och gifte sig 1765 med Bassetts adoptivdotter Rachel McCleary. Han deltog i amerikanska revolutionskriget.
Clayton brukar räknas som den tionde guvernören i Delaware. Hans ämbetsperiod i delstatens högsta ämbete var 30 maj 1789 - 19 januari 1796. Enligt 1776 års konstitution hade Delaware dock en president och den titeln var i bruk som en kvarleva från staten Delaware fram till 1793. Presidenten valdes av Delawares lagstiftande församling, något som skedde även 1789 då Clayton tillträdde som Delawares tionde president. 1792 års konstitution avskaffade presidentämbetet och ett system med en folkvald guvernör infördes i stället. Clayton vann det första guvernörsvalet och tillträdde 15 januari 1793 som guvernör med ökade maktbefogenheter. Han efterträddes 1796 som guvernör av Gunning Bedford.
Senator John Vining avgick i januari 1798 och efterträddes av Clayton. Han avled redan senare samma år i ämbetet.